# نوربيرتو بيريرا مارينيو نيتو
نوربيرتو بيريرا مارينيو نيتو (بالبرتغالية: Norberto Pereira Marinho Neto‏) هو لاعب كرة قدم برازيلي في مركزي ظهير ‏ والدفاع، ولد في 19 يوليو 1990 في برومادو في البرازيل. لعب مع نادي فيتوريا ونادي كوريتيبا.

## وصلات خارجية
- نوربيرتو بيريرا مارينيو نيتو على موقع قاعدة بيانات كرة القدم.إي يو (الإنجليزية)
- نوربيرتو بيريرا مارينيو نيتو على موقع Soccerway.com (الإنجليزية)